# Astyochia faula
Astyochia faula är en fjärilsart som beskrevs av Druce 1885. Astyochia faula ingår i släktet Astyochia och familjen mätare. Inga underarter finns listade i Catalogue of Life.